# 中国公共外交协会
中国公共外交协会是中华人民共和国公共外交领域专家学者、机构和企业组成的全国性、非营利性社会团体，由中华人民共和国外交部主管。2012年12月31日在北京市成立。

## 历任会长
- 李肇星（2012年－2019年）
- 吴海龙（2019年－）